# Fortalesa d'Atari
La fortalesa d'Atari és una edificació fortificada en ruïnes al costat d'un poble de nom Atari del districte de Khanewal al Panjab, Pakistan
Atari és un poble relativament modern sorgit al costat de les ruïnes de la fortalesa. Aquesta era força important i el general Alexander Cunningham la identifica amb la ciutat dels bramans, la tercera ciutat conquerida per Alexandre el Gran en la seva invasió de l'Índia. la ciutadella és quadrada i mesura 230 metres de llarg i 11 d'alt; estava rodejat d'una rasa avui dia no apreciable; la torre central mesurava 50 metres; s'observen restes d'una antiga ciutat als costats.